# Campionati austriaci di ski cross 2006
I Campionati austriaci di ski cross 2006 si sono svolti a Sankt Johann in Tirol il 17 febbraio. Il programma ha incluso sia la gara femminile che la gara maschile. 
Trattandosi di competizioni valide anche ai fini del punteggio FIS, vi hanno partecipato anche sciatori di altre federazioni, senza che questo consentisse loro di concorrere al titolo nazionale austriaca.

## Risultati

### Uomini
| Pos. | Atleta           | Nazione |
| ---- | ---------------- | ------- |
| 1    | Roman Hofer      | Austria |
| 2    | Markus Wittner   | Austria |
| 3    | Wolfgang Auderer | Austria |
| 4    | Isidor Gruener   | Austria |

### Donne
| Pos. | Atleta               | Nazione   |
| ---- | -------------------- | --------- |
| 1    | Karin Huttary        | Austria   |
| 2    | Angela Senftinger    | Germania  |
| 3    | Elisabeth Aschenwald | Austria   |
| 4    | Sarah Sauvey         | Australia |
| 5    | Silvia Mitteregger   | Austria   |